# Narses
Narses (n. cca 478, Roma — d. 573) a fost un general bizantin de origine armeană, eunuc.
În 533 l-a salvat pe împăratul Justinian, înăbușind în sânge puternica răscoală Nika.
La începutul Războiului Gotic, Narses a fost relocat în Egipt, unde a fost comandantul trupelor imperiale. Comanda sa va fi una scurtă și lipsită de momente semnificative. În 537 Narses va distruge ultimul templu dedicat zeiței Isis. Preoții vor fi închiși, idolii trimiși la Constantinopol, iar clădirea va fi convertită într-o biserică dedicată Sfântului Ștefan.
În 552, Narses a fost  numit comandant unic în Italia, învinge la Gualdo Tadino pe goții lui Totila și pe cei ai lui Teia la Monti Lattari. În 554 obține victoria de la Casilino și aduce aproape întreaga Italie sub control bizantin.